# Diospage cleasa
Diospage cleasa är en fjärilsart som beskrevs av Druce 1883. Diospage cleasa ingår i släktet Diospage och familjen björnspinnare. Inga underarter finns listade i Catalogue of Life.